# NGC 5622
NGC 5622 је спирална галаксија у сазвежђу Волар која се налази на NGC листи објеката дубоког неба.
Деклинација објекта је + 48° 33' 52" а ректасцензија 14h 26m 12,0s. Привидна величина (магнитуда) објекта NGC 5622 износи 13,2 а фотографска магнитуда 14,0. Налази се на удаљености од 60,260 милиона парсека од Сунца. NGC 5622 је још познат и под ознакама UGC 9248, MCG 8-26-32, CGCG 247-28, KARA 630, IRAS 14244+4847, PGC 51541.